# Kardoskút
Kardoskút è un comune dell'Ungheria di 998 abitanti (dati 2001) . È situato nella contea di Békés.